# Cristiano Jakob Krapf
Dom Cristiano Jakob Krapf (Bernhardzell, 12 de setembro de 1936) é um bispo emérito católico e primeiro bispo da Diocese de Jequié, pastoreando o Povo de Deus de sua diocese por longos 34 anos, até 2012, quando o Papa Bento XVI aceitou seu pedido de renúncia por atingir a idade limite de 75 anos. Esse rito que é padrão a todos os bispos católicos que chegam a essa idade.

## Antecedentes
Dom Cristiano nasceu em 12 de setembro de 1936 em Saint-Gall, Suíça. Fez seus estudos de Filosofia em Friburgo na Suíça entre 1957 e 1960 e de Teologia na Pontifícia Universidade Gregoriana em Roma na Itália entre 1960 e 1964. Foi ordenado sacerdote em 15 de março de 1964 e chegou ao Brasil como missionário nesse mesmo ano. Fixou sua ação evangelizadora na Diocese de Ilhéus na Bahia.
Foi nomeado bispo da recém criada Diocese de Jequié pelo Papa João Paulo II no dia 07 de novembro de 1978 e recebeu a ordenação episcopal no dia 7 de janeiro de 1979, através de Dom Avelar Brandão Vilela, Arcebispo de Salvador, acompanhado de Dom Valfredo Bernardo Tepe, Bispo de Ilhéus, e Dom Alair Vilar Fernandes de Melo, Bispo de Amargosa.. quando tomou posse, assumindo efetivamente o governo da diocese.
Antes de seu episcopado foi Diretor Espiritual do Seminário Menor de Ilhéus-BA em 1965; Vigário de Ubatã-BA entre 1966 e 1967 e 1969 e 1978; Vigário da Catedral de Ilhéus-BA entre 1967 e 1969); Vigário de Belmonte (Bahia)-BA em 1978 e Vigário Episcopal de Itabuna–BA em 1978.

## Episcopado
Seu rebanho estava disperso em 18.122,1 km² com a população estimada em 456.797 almas Censo de 2001. Durante seu episcopado concentrou esforços em munir a diocese com padres nativos, pois, quando aqui chegou, encontrou-a carente de sacerdotes tendo começado com apenas 2 padres nativos: Monsenhor Walter, na então Igreja matriz, hoje catedral e Padre João Batista em Itagi-BA. Por sua iniciativa foi construído o Centro de Treinamento para Formação de Lideres Cristãos; o Seminário Diocesano de Jequié na cidade de Ilhéus onde se encontravam, até 2013, os seminaristas em formação acadêmica.
Deu grande impulso a evangelização através de movimentos leigos como o TLC, Curso de Igreja, Curso para Jovens, Renovação Carismática Católica, Encontro para casais, Pastoral Familiar, Catequese para crianças e Adulto além da instalação da Fazenda da Esperança, etc.
Seus artigos sobre política econômica no Jornal A Tarde alcançaram várias vezes grande repercussão nacional. 

## Posição Política
Durante a Eleição presidencial no Brasil em 2010, quando a questão do aborto não saía de cena, dom Cristiano foi um dos muitos bispos da Igreja católica que se opunham ao PNDH-3. No artigo "Pecadores precisam de Leis", ele escreveu:
[...] existe uma lei anterior a mandamentos religiosos e leis civis positivas, a lei inscrita no coração do ser humano, a lei natural acessível à consciência de cada pessoa. [...] Num mundo pluralista fica difícil argumentar com mandamentos de Deus e falar de pecados. Ninguém quer ser chamado de pecador, nem mesmo aquele que diz que não existe pecado. Resta apelar à lei natural, à lei interior da consciência. O problema é que para isso faz falta um sólido fundamento filosófico. Certos livros publicados como coisa de teologia revelam que existem até teólogos, modernos escribas e doutores da lei, que trocaram a sã doutrina por fábulas ao gosto do leitor.
Dom Cristiano também foi avesso a Crítica histórico-literária da Bíblia. Segundo ele:
Todos os métodos histórico-críticos e teorias sobre gêneros literários, sobre Formgeschichte, Quellengeschichte, Redaktionsgeschichte, têm por pressuposto a redação tardia dos Evangelhos, pois a formação destas lendas e destes mitos exige muitas décadas de comunidades cristãs. Consequência lógica destas teorias é que nos Evangelhos não temos a Palavra de Deus, e nem mesmo as palavras de um certo homem Jesus, mas palavras que alguma comunidade inventou como resposta aos seus problemas e colocou na boca de Jesus. Naquele tempo [até meados da década de 50], os jesuítas da Gregoriana refutavam bravamente estas teorias que esvaziavam os fundamentos racionais da fé [como se pode ver nas notas de cunho conservador da Bíblia do Pontifício Instituto Bíblico de Roma]. Agora, nas últimas décadas do século, também a teologia católica, se ainda é permitido falar em “teologia católica”, foi amplamente contaminada pela teologia neoliberal. Estou chamando assim esta tendência, porque suas origens estão na exegese protestante liberal alemã. A contaminação foi tão avassaladora que não se pode discordar sem ser considerado desatualizado e ultrapassado. Conservador virou palavrão, também na Igreja.
Em outro artigo publicado, o bispo se queixa da dissolução dos costumes e da revolução sexual:
Um artigo de jornal do dia dos namorados me deixou preocupado com o futuro da família. Já temos notícias de tantos casais, mesmo com formação cristã e boas intenções, que não conseguem vencer as tentações. Como serão as famílias dos jovens de hoje? O texto explica que a revolução sexual teve como resultado o amor livre, sem exclusividade e sem o sonho de durar para a vida toda. Que pobreza de amor! Dizem que os jovens de hoje não querem um compromisso sério de casamento, só querem namorar. Acham que o sexto mandamento que proíbe o adultério, e por tabela práticas sexuais antes do casamento, só serviria para atrapalhar a procura da felicidade. Na realidade, o respeito que sabe esperar e a fidelidade que protege o lar são os alicerces da construção de uma grande história de amor. [...] Este jornal apresenta como exemplo de relacionamento aberto o casal de escritores franceses, Jean Paul Sartre e Simone de Beauvoir. O pessimismo que transparece nos escritos deles indica que tal liberdade não lhes trouxe felicidade. Sartre vivia se queixando da vida, reclamando dos pais que o puseram no mundo sem perguntar se queria viver. Será que é assim a juventude que temos aqui nesta praça? Será que vocês não têm nenhum ideal na cabeça e no coração? Será que só estão à procura dos pequenos prazeres que a vida lhes possa trazer? 
Entre 2009 e 2011 manteve seu blog de reflexões
Em 10 de outubro de 2013 recebeu da Assembleia Legislativa da Bahia o título de cidadão baiano por suas relevantes contribuições à sociedade baiana
Depois que se tornou bispo emérito, dentre outras ocupações, dom Cristiano continuou suas pesquisas com Azadirachta indica (plantas de Nim), realizando experiências e produzindo agrotóxicos naturais na Fazenda Bom Jesus de propriedade da Diocese de Jequié, localizada no município de Manoel Vitorino (BA).